# Trosna (sjö i Belarus, lat 55,54, long 29,09)
Ozero Trosno (ryska: Озеро Тросно) är en sjö i Belarus.   Den ligger i voblasten Vitsebsks voblast, i den norra delen av landet, 210 km nordost om huvudstaden Minsk. Ozero Trosno ligger 132 meter över havet. Arean är 0,33 kvadratkilometer. Den sträcker sig 1,6 kilometer i nord-sydlig riktning, och 0,7 kilometer i öst-västlig riktning.
Omgivningarna runt Ozero Trosno är en mosaik av jordbruksmark och naturlig växtlighet. Runt Ozero Trosno är det ganska tätbefolkat, med 72 invånare per kvadratkilometer.